# Johann Wilhelm Grüneberg
Johann Friedrich Wilhelm Grüneberg, född 1751 i Zerbst, död 21 augusti 1808 i Brandenburg an der Havel, var en tysk orgelbyggare.

## Biografi
Johann Wilhelm Grüneberg tillhör en familj av orgelbyggare från regionen Magdeburg och senare i Pommern, som drev orgelbyggarverkstäder i Stettin och Greifswald. Hans far var orgelbyggaren Philipp Wilhelm Grüneberg.
Han arbetade för bland annat Gottlieb Scholtze i Neuruppin, men bosatte sig i 1775 i Brandenburg an der Havel. Han började då bygga egna instrument som var från Joachim Wagners tradition, till vars elever hans mentor Scholtze tillhörde.
Förutom Scholtze och Ernst Julius Marx anses han vara den viktigaste märkiska (från Mark Brandenburg) orgelbyggaren under andra delen av 1700-talet. Till Grünebergs elever hör hans son Johann Carl Wilhelm Grüneberg och hans svåger Johann Simon Buchholz. 
Grünebergs bostads- och verkstadsbyggnad, "Freyhaus", byggt 1723, är fortfarande helt intakt och ligger på huvudgatan i Brandenburg. Han gifte sig två gånger. Den 25 januari 1776 gifte han sig med Maria Dorothea Dahlbritz, dotter till Brandenburgs rådsmurarmästare Johann Dahlbritz. Hon dog 1779. Samma år gifte han sig med Johanna Sophia Meier, dotter till den brandenburgske bokbindaren Johann Peter Anton Meier. De fick sonen Johann Carl Wilhelm Grüneberg (född 8 januari 1781).

## Orgelverk (urval)
Grüneberg sägs ha byggt totalt elva instrument:
| År   | Ursprunglig kyrka                          | Stift | Bild | Manualer | Pedal        | Stämmor | Bevarad orgel/fasad | Övrigt |
| ---- | ------------------------------------------ | ----- | ---- | -------- | ------------ | ------- | ------------------- | --- |
| 1783 | Reformierte Johanniskirche, Berlin-Spandau |       |      | 1        | Självständig | 13      |                     | 1902 slås Dorfkirche vid Bärenklau ihop (Spandau kyrkan rivs 1902). Uppsättningen av orgeln i Berlin-Spandau krävde att flera register togs bort så orgeln fick 1 manual, pedal och 10 stämmor. 1917 beslagtogs fasadpiporna för militära ändamål och smältes ner. 1928 reparerade Alexander Schuke orgeln och byggde nya fasadpipor av zink. Från 1991 restaurerades orgeln i en verkstad hos firma Alexander Schuke Potsdam Orgelbau GmbH. Påsken 2000 var orgeln i spelbart skick. Orgeln är med sina 13 stämmor den största bevarade instrumentet av Grüneberg. |
| 1787 | St.-Moritz-Kirche, Mittenwalde             |       |      |          |              |         | Nej/Ja              | Ett nytt orgelverk byggdes 1890 av W. Sauer Orgelbau Frankfurt (Oder) som ersattes 1959 av ett nytt verk av Hermann Eule Orgelbau Bautzen. |
| 1793 | St. Johannis , Brandenburg an der Havel    |       |      | 1        | Självständig | 15      | Ja (delvis)/?       | 1814 såldes orgeln och sattes upp i Plaue. 1845 restaurerades den av 1845 Johann Friedrich Turley. 1912 byggdes orgeln om och utökades av Emil Heerwagen. 1984 restaurerades den av Fahlberg Orgelbau och har efter det 2 manualer, pedal och 17 stämmor. En del stämmor är bevarade. |
| 1794 | Dorfkirche, Saarmund                       |       |      |          |              |         |                     | Ersatt 1840. |
| 1798 | Sankt-Katharinen-Kirche, Magdeburg         |       |      |          |              |         |                     | Såldes 1882 till Bonhoeffer-Kirche (Friedrichsbrunn) och förnyades där. |
| 1798 | St. Trinitatis, Genthin                    |       |      |          |              |         | Nej/Ja              | Ersatt 1913 av Wilhelm Rühlmann. |

## Webblänkar
- ”Orgelbauer der Orgellandschaft Brandenburg”. http://www.orgellandschaftbrandenburg.de/orgelbauer/. Läst 17 september 2012.